# Respect the Producer: The Best of Dame Grease Instrumentals Vol. 1
Dame Grease Presents... Respect The Producer: The Best of Dame Grease Instrumentals Vol. 1 to wydany w lutym 2008 mixtape amerykańskiego producenta hip-hopowego Dame'a Grease'a. Zawiera podkłady utworów, które wykorzystali między innymi The Diplomats, DMX i T.I.

## Lista utworów
1. "I Am Legend (Intro)"
2. "20K Brothers on the Corner" (Clipse)
3. "Big Spender" (Freeway & Jay-Z)
4. "Takin Pictures" (DJ Drama ft. Jeezy, Jim Jones, Rick Ross, Young Buck & T.I.)
5. "U Ain't Ready For Me" (Beanie Sigel & Styles P)
6. "Shoot Niggas" (Styles P)
7. "I Ain't Playin" (Hell Rell)
8. "You Know What It Is" (Hell Rell feat. Young Dro)
9. "Hardest Out" (Hell Rell & Styles P)
10. "Streets Gonna Love Me" (Hell Rell)
11. "It's Nothin" (Cam’ron & Juelz Santana)
12. "Zoolander" (J.R. Writer)
13. "Crown Me" (T.I., Cam’ron & Juelz Santana)
14. "Good Morning America" (Cam’ron)
15. "I'm That Nigga" (Meeno)
16. "Undertaker Theme" (Meeno)
17. "God Love Us" (Nas)
18. "La Da Di" (Noreaga)
19. "Sour Diesel" (Styles P, Noreaga & Dame Grease)
20. "D-X-L" (DMX, The Lox & Drag-On)
21. "If You Think You're Jiggy" (The Lox)
22. "ATF" (DMX)
23. "Niggas Done Started Somethin" (DMX)
24. "The Convo" (DMX)